# Скереда
Скереда (Crepis) — рід рослин родини складноцвітих.

## Загальна характеристика
Одно-, дво- або багаторічні трави.
В прикореневій розетці листки цілісні, стеблові — надрізані або перисто-роздільні.
Квітки жовті, зібрані в кошики.
Плід — сім'янка з чубком з білих волосків.

## Поширення
Поширені в Європі, Азії, тропічній і південній Африці та Південній Америці. 
В Україні — 20 видів. Ростуть у лісах, степах, на полонинах, болотах. Скереда альпійська (C. alpina) зростає у горах Криму; скереда дворічна (C. biennis) — на Закарпатті; скереда волосинчаста (C. capillaris) — на Прикарпатті та Закарпатті; скереда великоцвіта (С. conyzifolia) — на полонинах, у Карпатах; скереда смердюча (С. foetida) — у Лісостепу, Степу й Криму; Crepis foliosa — у Криму; скереда Жакена (C. jacquinii) — у Чивчинських горах, у Чернівецькій обл.; скереда дрібноцвіта (С. micrantha) — у Криму; скереда м'яка (С. mollis) — у Карпатах і Прикарпатті; скереда болотяна (С. paludosa) — на лісових болотах у Карпатах; скереда паннонська (С. pannonica) — у Лісостепу, Степу та Криму; скереда обгризена (С. praemorsa) — у Закарпатті, Прикарпатті, Розточчі-Опіллі, на Поліссі та в Лісостепу; скереда гарна (С. pulchra) — у Криму; скереда пурпурова (С. purpurea) — у передгір'ях Криму; скереда галузиста (С. ramosissima) — на півдні Степу, заходить і в Крим; скереда палестинська (С. sancta) — у Донецькому Лісостепу, у Степу (Приазов'ї), по всьому Криму; скереда щетиняста (С. setosa) — у Закарпатті, на півдні Степу і в Криму; скереда сибірська (С. sibirica) — в лісах, по чагарниках Лісостепу; скереда покрівельна (С. tectorum) — на полях, поблизу доріг і на пісках майже на всій території (крім південної частини і Криму); скереда бородавчаста (С. setosa) — на ПБК.

## Біорізноманіття
Рід включає понад 250 видів (докладніше див. Список видів роду скереда).